# Сантана-ду-Жакаре
Сантана-ду-Жакаре (порт. Santana do Jacaré) — муниципалитет в Бразилии, входит в штат Минас-Жерайс. Составная часть мезорегиона Запад штата Минас-Жерайс. Входит в экономико-статистический микрорегион Кампу-Белу. Население составляет 4831 человек на 2006 год. Занимает площадь 107,445 км². Плотность населения — 45,0 чел./км².
Праздник города отмечается 12 октября.

## История
Город основан 30 декабря 1989 года.

## Статистика
- Валовой внутренний продукт на 2003 год составляет 17 057 260,00 реалов (данные: Бразильский институт географии и статистики).
- Валовой внутренний продукт на душу населения на 2003 год составляет 3678,51 реала (данные: Бразильский институт географии и статистики).
- Индекс развития человеческого потенциала на 2000 год составляет 0,700 (данные: Программа развития ООН).